# Caboc
Caboc es un queso típico de la cocina escocesa que posee una estructura cremosa, se elabora con double cream o leche enriquecida con crema. Este queso libre de cuajo tiene forma de rollo. se suele servir con el desayuno oatcakes o con tostadas. La textura es suave, algo más granuloso que la nata montada, con un color pálido tirando a amarillo. El contenidos de grasa está en el intervalo de 67-69%, lo que le hace comparable con otros quesos europeos como el mascarpone. Históricamente este queso se asoció con la gente adinerada, a diferencia del queso similar Crowdie que se elabora con productos lácteos de baja calidad.